# لارا فابیان
لارا فابیان (به انگلیسی: Lara Fabian) (متولد ۹ ژانویه ۱۹۷۰) زاده شده با نام لارا کروکرت (به انگلیسی: Lara Crokaert) در ایتربیئک، بلژیک خواننده ، آهنگساز و ترانه سرا ی بلژیکی-کانادایی است که به خاطر توانایی‌های آوازی و تکنیک بالایش زبانزد است. لارا از معدود خوانندگان زنده در دنیا می‌باشد که دامنه آوازی‌اش چهار اکتاو است. 
لارا از پدری بلژیکی و مادری ایتالیایی متولد شد و پنج سال اول زندگی خود را در ایتالیا گذراند. پس از آن به همراه خانواده به بلژیک مهاجرت کرد و به تشویق پدر گیتاریست خود در کلاس‌های آوازخوانی حضور پیدا کرد. والدین لارا استعداد او را زود تشخیص دادند و زمانی که او هشت ساله بود او را در کنسرواتوار سلطنتی بروکسل ثبت نام کردند. او به مدت ۱۰ سال در آنجا به تحصیل پرداخت. همچنین او در ۱۶ سالگی اولین آهنگ خود را ساخت و در ۲۰ سالگی با ریک آلیسون (Rick Alison) آهنگساز و ترانه‌سرا، آشنا شد و به همراه او به کانادا مهاجرت کرد. لارا و ریک اولین آلبوم خود را به زبان فرانسه به نام لارا فابیان در کانادا منتشر کردند که با اقبال عمومی مواجه شد.
وی به زبان‌های فرانسوی، ایتالیایی، اسپانیایی، انگلیسی و روسی ترانه می‌خواند و در تمامی این زبان‌ها سلیس است. علاوه بر این و به زبان پرتغالی نیز ترانه خوانده، یک ترانه به زبان آلمانی اجرا کرده و اندکی نیز هلندی می‌داند.
وی در سال ۱۹۹۴ ملیت کانادایی گرفت و در آن زمان در شهر کبک فعالیت خود را آغاز کرد. نوع صدای لارا فابیان نوعی صدای سوپرانو لیریک سبک است که دامنه آواز آن چهار اکتاو است.
آهنگ «دوستت دارم» (به فرانسوی: je t'aime) وی از معروف ترین کارهای اوست.
در اوایل سال ۱۹۹۸ با پاتریک فیوری خواننده فرانسوی رابطه داشت.
او از سال ۲۰۰۶ با ژرارد پولیچینو کارگردان فرانسوی در ارتباط بود که لو دختر اول لارا از این رابطه به دنیا آمد. پس از چندین شایعه حاکی از تاریخ های مختلف برای تولد لو، سرانجام در ۲۰ نوامبر ۲۰۰۷، موران یکی از دوستان نزدیک لارا (خواننده صدای مشترک در تک آهنگ «Tu es mon Autre» در سال ۲۰۰۲) در کنسرت خود در رویال سیرکوس فاش کرد: «... لو کوچک امروز صبح متولد شد!» لو در بیمارستان ادیث کاول (Edith Cavell) در شهر اوکل بلژیک متولد شد.
لارا در سال ۲۰۱۳ با نوازنده و هنرمند ایتالیایی گابریل دی جورجیو ازدواج کرد.

## افسردگی
در سال ۱۹۹۹، لارا فابیان هدف تمسخر یک برنامهٔ تلویزیونی طنز در فرانسه قرار گرفت. در این برنامه، عروسک‌هایی از او و تیم استودیویی‌اش ساخته شده بود و اجرای اغراق‌شدهٔ احساسات و اوج‌های صدایش به سخره گرفته می‌شد. این برنامه با استقبال روبه‌رو شد و تأثیر منفی شدیدی بر روحیهٔ او گذاشت. فابیان در آن دوره دچار افسردگی شد و برای مدتی از فعالیت حرفه‌ای فاصله گرفت. در آن زمان با دوست آهنگسازش، ریک آلیسون، زندگی می‌کرد. پس از حدود یک سال، با تشویق و حمایت ریک، دوباره پشت پیانو نشست و شروع به نوشتن و ساخت موسیقی کرد. نتیجهٔ این بازگشت، خلق ترانهٔ «Immortelle» بود که بازتابی از وضعیت روحی آن زمان اوست. این قطعه در آلبومی به همین نام منتشر شد و نقش مهمی در بازگشت فابیان به صحنهٔ موسیقی ایفا کرد.

## زندگی
لارا در رشتهٔ حقوق تحصیل کرده است. اگر او خواننده نمی‌شد یک حقوقدان در بخش جرم‌شناسی کودکان بود. پیشتر از این او دوست داشت که پرستار مهد کودک باشد چون کودکان را بسیار دوست دارد.
معبود دوران کودکی او باربارا استرایسند (خواننده و بازیگر فیلم و تئاتر و آهنگساز آمریکایی) بود. پس از آن‌که فیلم ینتل (Yentl) باربارا را در چهارده‌سالگی نگاه کرد به خودش قول داد که روزی در صحنهٔ ثبت موسیقی و آهنگ برای فیلم، آواز بخواند و بالاخره این کار را کرد.
کارهای لارا از آن‌رو مشهور و پرطرفدار است که کارهایش با تمام احساس اجرا می‎شوند. لارا در این مورد می‎گوید: «کسی که احساس قلبی خود را منتقل می‎کند، اهمیتی ندارد به ژاپنی می‎خواند یا هندی یا ایتالیایی.» لارا به فیلم بیمار انگلیسی علاقه دارد.

## آلبوم‌ها
- لارا فابیان (آلبوم فرانسوی) (۱۹۹۱)
- زندگی را غنیمت شمار(به فرانسوی: Carpe diem) ‏(۱۹۹۴)
- ناب (به فرانسوی: Pure) ‏(۱۹۹۷)
- ۱۹۹۹ زنده (۱۹۹۹)
- لارا فابین (آلبوم انگلیسی) (۲۰۰۰)
- عریان (به فرانسوی: Nue) ‏ (۲۰۰۱)
- ۲۰۰۲ زنده (۲۰۰۲)
- با تمام صمیمیت (به فرانسوی: En Toute Intimité) ‏(۲۰۰۳)
- زندگی شگفت‌انگیز (۲۰۰۴)
- ۹ (۲۰۰۵)
- زنده دربارهٔ ۹ (۲۰۰۶)
- تمام زنی که در من است (به فرانسوی: Toutes les femmes en moi) ‏(۲۰۰۸)
- تمام زنی که در من است (به انگلیسی: Every Woman In Me) ‏(۲۰۰۹)
- مادموازل ژیواگو به فرانسوی: (Mademoiselle Zhivago (2010
- در نهان به فرانسه :(la secret (2013
- زندگی من در زندگی تو (۲۰۱۵) (به فرانسوی: Ma vie dans la tienne)
- استتار (٢٠١٧) (به انگلیسی: Camouflage)
- پروانه (۲۰١٩) (به فرانسوی: Papillon)
- محافل تسخیر شده  (۲۰٢٠) (به انگلیسی: Lockdown sessions)